# Hellenistische wetenschap

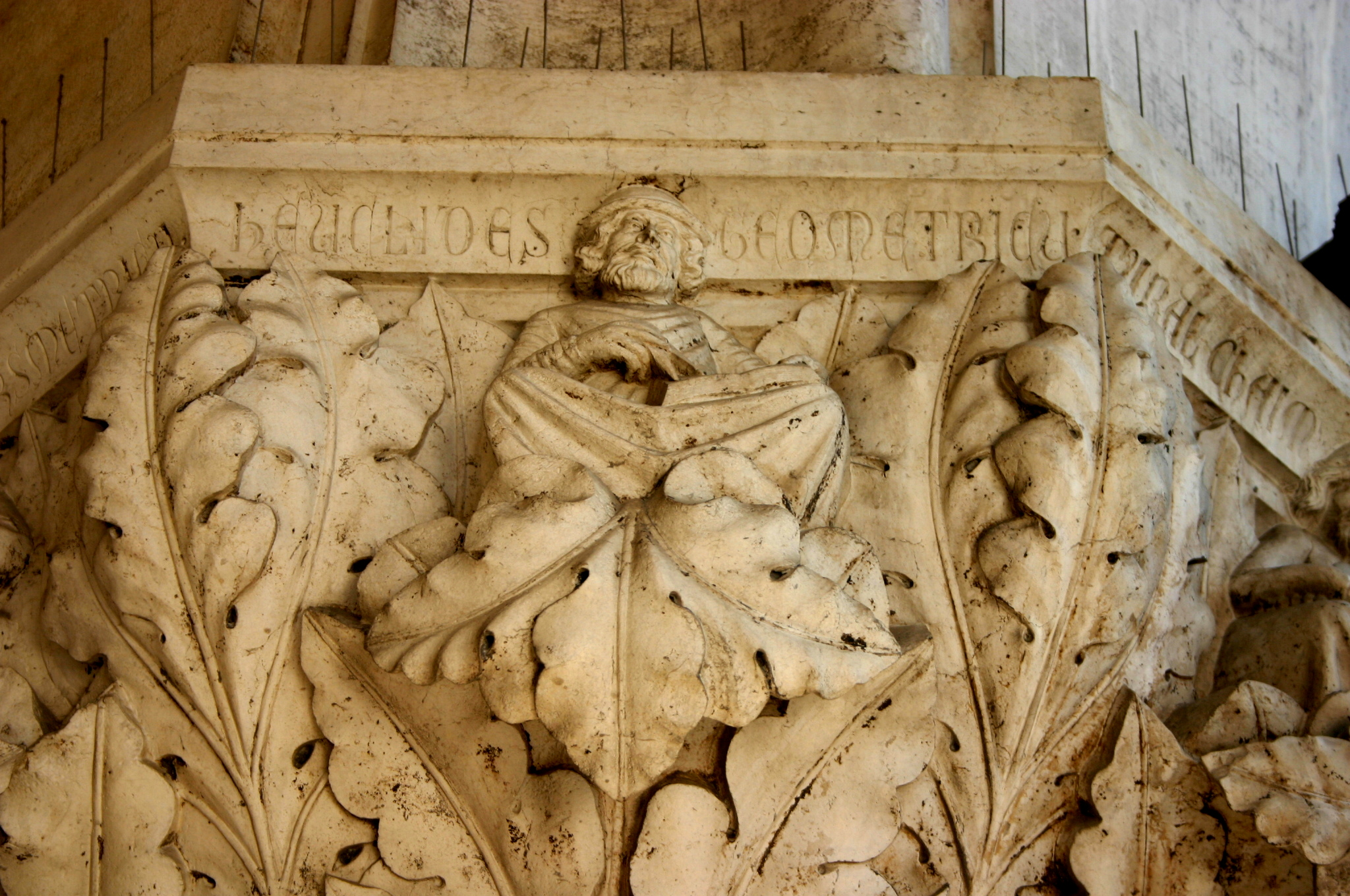
Euclides afgebeeld op een kapiteel in het Dogepaleis te Venetië

Hellenistische wetenschap is de wetenschap in de periode na de veroveringen door Alexander de Grote in 334 voor Christus tot de annexatie door het Romeinse Rijk van Griekenland in 146  v.Chr. of van Egypte in 30 v.Chr.

## Alexander de Grote
Alexander de Grote koning van Macedonië, was een student van de Griekse filosoof Aristoteles. Na Alexanders dood in 323 voor Christus viel zijn enorme wereldrijk in enkele kleinere rijken uiteen: Ptolemaeïsch Egypte; Seleucidisch Syrië; Macedonië. Over de gehele wereld verspreidde zich de Griekse cultuur; Koine-Grieks was in de gehele wereld de lingua franca; in de eerste eeuw werd in Rome meer Grieks gehoord dan Latijn.

## Aristoteles
Alexander heeft de politieke basis voor het hellenisme gelegd; zijn leraar, de Griekse klassieke filosoof Aristoteles (386 – 322 v.Chr), legde de geestelijke basis. Naast filosofie, ethiek, opvoedkunde, bedacht hij een heel begrippenpakket voor de wetenschap, dat nog steeds gebruikt wordt. Wij hebben als (leen)vertaling daarvan bijvoorbeeld: theorie, begrip of concept, abstractie, 'definitie en vele andere. Aristoteles stelde de wetten van de formele logica op. Hij deduceerde niet alleen, maar deed ook inductief onderzoek en schreef over onderwerpen als biologie, fysiologie, astronomie, meteorologie.

## Centra
Een van de centra van hellenistische wetenschap was Alexandrië in Egypte. De Ptolemeeën, farao's die afstamden van Alexanders generaal Ptolemaeus I(soter), bevorderden de Griekse cultuur. In 280 voor Christus werd in Alexandrië het Mouseion, de Bibliotheek van Alexandrië gesticht, dat onder meer bestond uit een museum en een bibliotheek met 500.000 boeken en waar allerlei geleerden elkaar ontmoetten. De gebouwen zijn in de derde eeuw na Christus verwoest. Een ander centrum van geleerdheid was Pergamon, met een mouseion met 200.000 boeken.

### Geneeskunde
De wetenschappelijke geneeskunde ontwikkelde zich op het eiland Kos (waar in de klassieke periode Hippocrates had gedoceerd) en in het thans Turkse Knidos.
Van 300 v.Chr. tot in de 7e eeuw was Alexandrië het onbetwiste centrum van de antieke geneeskunde.
- In Alexandrië was Herophilus van Chalcedon (3e eeuw v.Chr.) een geleerde die in het openbaar secties verrichtte, naar verluidt ook van levende misdadigers.
- Iets jonger was Erisastratus van Chios, die uit het feit dat slagaders na de dood geen bloed bevatten, de verkeerde conclusie trok dat deze ook bij leven gevuld zijn met lucht. Zowel correcte als foutieve ideeën werden in de |Romeinse tijd door Galenus in Pergamum overgenomen en oefenden tot in de zestiende eeuw invloed uit.[2]

### Directeuren van het mouseion van Alexandrië
- Eratosthenes was directeur van het Mouseion van Alexandrië. Hij noemde zich filoloog, taalminnaar; geleerden hechtten in de oudheid sterk aan retorica', welsprekendheid. Eratosthenes was echter ook wiskundige. Hij berekende de omtrek van de aardbol.
- Callimachus, eveneens een van de eerste directeuren van het Mouseion, maakte een studie van de klassieke geschriften. Door zijn nauwkeurigheid ontwikkelde hij de tekstkritiek verder.[3]
- Het belangrijkste werk van Euclides van Alexandrië (ca. 300 v.Chr.), de Elementen, bleef 2000 jaar lang, tot in onze tijd, het meest gekopieerde en vertaalde boek ter wereld, na de Bijbel. Hij heeft de reeds bestaande kennis op een heldere en systematische manier gerangschikt en uiteengezet. Zo is bijvoorbeeld de fameuze ‘stelling van Pythagoras’ ons bekend uit het eerste boek van de Elementen van Euclides.

### Astronomie
Aristarchus van Samos , een eiland bij Efeze, (3e eeuw v.Chr.), concludeerde dat de aarde om haar as wentelt en om de zon draait (= heliocentrisme) en ging daarmee in tegen de veronderstelling van Aristoteles , die gesteld had dat de aarde in het centrum stond en daarin is nagepraat tot in de 17e eeuw aan toe. (De naam van de rond 200 levende Ptolemaeus is hieraan verbonden).

### Archimedes
Archimedes (ca. 220 v.Chr.), werkend op Sicilië, is vooral beroemd om de wet van Archimedes: een voorwerp, gedompeld in een vloeistof, ondervindt een opwaartse kracht die gelijk is aan het gewicht van de vloeistof die door dat voorwerp is verplaatst. Met andere woorden: een gouden kroon zinkt in water en een zilveren kroon ook maar die laatste gaat meer water doen overvloeien. Archimedes zou bij deze ontdekking Eureka, "Ik heb het gevonden", hebben geroepen. Verder is Archimedes bekend door zijn toepassingen in de natuurkunde, waaronder: de schroef van Archimedes (een toestel om water omhoog te brengen) en de samengestelde katrol; katapulten en grijpmachines voor belegering en bestorming van een stad; hijskranen, automatische deuropener; rekwisieten bij het toneel.